# Бальтцер, Фриц
Фриц Рихард Бальтцер (нем. Fritz Baltzer; 12 марта 1884, Хоттинген — 18 марта 1974, Берн) — швейцарский зоолог, генетик и биолог развития.

## Биография
Родился в семье геолога Армина Бальтцера, сдал выпускные экзамены в Берне (1902) и Дрездене (1903). С 1903 по 1905 год изучал зоологию в Бернском университете под руководством Теофила Штудера, а в 1905 году перешел в Вюрцбургский университет. В 1908 году получил там докторскую степень под руководством Теодора Бовери, защитив диссертацию о мультиполярных митозах в яйцах морского ежа. В сферу его исследований также входили фенотипическое определение пола и экстремальный половой диморфизм у Bonellia viridis. Жил в Вюрцбурге на Рентгенринге.
В 1910 году стал приват-доцентом, а в 1915 году — доцентом. С 1919 года работал доцентом Фрайбургского университета под руководством Ханса Шпеманна. В 1921 году был назначен полным профессором зоологии, сравнительной анатомии и общей биологии в Бернском университете.
Бальтцер также был директором Зоологического института при Бернском университете, а также членом-основателем и президентом Швейцарского общества наследственных исследований. В 1933 году Бальтцер был президентом Немецкого зоологического общества. Будучи не немцем, вынужден был покинуть этот пост после прихода к власти Гитлера.
С 1948 по 1949 год Бальтцер занимал должность приглашённого профессора эмбриологии в Университете штата Айова. С 1952 года был членом-корреспондентом Баварской академии наук. В 1954 году Бальтцер вышел на пенсию, и его сменил в Зоологическом институте Фриц Эрих Леманн.

### Исследования
Исследования Бальтцера включали область экспериментальной физиологии развития, где он получил важные знания о локализации наследственных факторов. Изучал генетическую роль клеточного ядра и цитоплазмы у тритонов и саламандр. В своих экспериментах он имплантировал ядро чужеродного сперматозоида в энуклеированную яйцеклетку, чтобы оно взяло на себя функции ядра зиготы.
Бальтцер смог наблюдать, что кожа экземпляра, зачатого таким образом, демонстрировала типичные характеристики вида, который внес энуклеированную плазму в новый организм, демонстрируя тем самым важность плазмы для передачи видоспецифических факторов развития.
На основе его выводов были объяснены многочисленные пороки развития человека, такие как анэнцефалия и акрания у людей.
Бальтцер также опубликовал биографии своих учителей Теофила Штудера и Теодора Бовери.

## Награды
- Член Леопольдины с 1939 года
- Член Национальной академии наук в Вашингтоне с 1967 года[5].
- Доктор наук в университетах Страсбурга и Фрайбурга-им-Брайсгау
- 1939: премия Марселя Бенуаста

## Работы
- Uber mehrpolige Mitosen bei Seeigeleiern. Verh. phys.-med. Ges. Würzburg. Vol. 39. 1908
- Dr. Theophil Studer. Mitteilungen der Naturforschenden Gesellschaft in Bern, Jg. 1922
- Monographie der Echiuriden des Golfes von Neapel und der angrenzenden Meeres-Abschnitte. Berlin, Friedländer. 1917
- Theodor Boveri. Leben und Werk eines großen Biologen, 1862—1915. Stuttgart, Wissenschaftl. Verl. 1962